# Окорков, Владимир Андреевич
Владимир Андреевич Окорков (бел. Уладзімір Андрэевіч Акаркоў; 1915—1981) — железнодорожник, Герой Социалистического Труда (1959).

## Биография
Владимир Окорков родился 17 февраля 1915 года в Гомеле. Окончил семь классов школы и школу фабрично-заводского ученичества, после чего работал на железной дороге. В 1936 году Окорков окончил Гомельский железнодорожный техникум, после чего работал в подразделениях связи на железной дороге. В начале Великой Отечественной войны был отправлен в эвакуацию в Воронеж. В 1942 году Окорков был призван в армию и направлен на фронт. С мая 1944 года руководил техническим отделом службы связи Белорусской железной дороги. В 1949 году Окорков окончил Ленинградские инженерные курсы, после чего работал главным инженером службы сигнализации и связи Белорусской железной дороги.
Указом Президиума Верховного Совета СССР от 1 августа 1959 года за «выдающиеся успехи, достигнутые в деле развития железнодорожного транспорта» Владимир Окорков был удостоен высокого звания Героя Социалистического Труда с вручением ордена Ленина и медали «Серп и Молот».
Проживал в Минске. Скончался 4 марта 1981 года, похоронен на Чижовском кладбище Минска.

## Награды и звания
Почётный железнодорожник. Был также награждён орденами Отечественной войны II степени и Красной Звезды, рядом медалей.

## Память
В честь Окоркова назван тепловоз ТЭП60-835 Минского локомотивного депо